# Xã Strawberry, Quận Sharp, Arkansas
Xã Strawberry (tiếng Anh: Strawberry Township) là một xã thuộc quận Sharp, tiểu bang Arkansas, Hoa Kỳ. Năm 2010, dân số của xã này là 184 người.